# Velehornatina
Velehornatina je typ georeliéfu s výškovou členitostí nad 600 m a nadmořskou výškou nad 1600 m n. m. Typickými reliéfními plochami ve velehornatinách jsou značně skloněné až velmi příkře skloněné svahy, srázy a stěny, povrchovými útvary pak hory, hřebeny, arety, štíty, tepui, a velehory. Ze sníženin kotliny, soutěsky, průrvy, kaňony, trogy a kary, uvaly, žleby, rokle a strže.